# Pterocomma sanguiceps
Pterocomma sanguiceps är en insektsart som beskrevs av Richards 1967. Pterocomma sanguiceps ingår i släktet Pterocomma och familjen långrörsbladlöss. Inga underarter finns listade i Catalogue of Life.